# Бикбаева, Альфия Исхаковна
Альфия Исхаковна Бикбаева (23 ноября 1926, Малмыж, Вятская губерния — 10 ноября 2004, Уфа) — советский российский врач-отоларинголог, преподаватель высшей школы. Доктор медицинских наук (1970).   Профессор (1970). Председатель республиканского научного общества оториноларингологов (1966—1991), заслуженный деятель науки РСФСР (1985) и БАССР (1976). Состояла в Отделении медицинских наук АН Республики Башкортостан. Почётный академик АН РБ.

## Биография
А. И. Бикбаева родилась 23 ноября 1926 года в городе Малмыж Кировской области.
В 1949 году Альфия Исхаковна окончила Башкирский медицинский институт и начала медицинскую карьеру, работая клиническим ординатором в альма-матер при кафедре болезней уха, горла и носа. В 1954 году по конкурсу была избрана ассистентом, затем доцентом этой кафедры.
Кандидатская диссертация Альфии Исхаковны (1963) на тему «Сравнительная оценка различных методов терапии острых ангин» и докторская диссертация на тему «К этиологии и патогенезу озены» имеет большую актуальность и в настоящее время.
С 1966 по 1991 год проработала в Башкирском государственном медицинском университете зав. кафедрой болезней уха, горла и носа, главным оториноларингологом Минздрава БАССР.
А. Бикбаева организовала в РБ слухоулучшающий центр. Ею создана научная школа по изучению воспалительных заболеваний респираторной системы и среднего уха.
Научные труды посвящены изучению этиологии и патогенеза заболевания озена (атрофический ринит), проблемам пересадки гортани в эксперименте, роли вирусов в патологии среднего уха, диагностике, лечению и прогнозированию фронтитов, отогенных внутричерепных осложнений.
А. Бикбаева занималась также изучением вопросов дифференциальной диагностики тонзилогенной интоксикации и ревматизма; использованием лазера в терапии оториноларингологической патологии. Под её руководством разработаны комплексные электрофизиологические методы обследования больных с патологией среднего и внутреннего уха; предложена оригинальная концепция возникновения озены и внедрена в практику патогенетическая терапия этого заболевания.

## Труды
А. Бикбаевой опубликовано около 220 научных работ. Она является автором 2 монографий, 12 рационализаторских предложений, 160 печатных научных трудов. Под руководством заслуженного деятеля науки Республики Башкортостан и Российской Федерации А. И. Бикбаевой защищены 16 кандидатских диссертаций, подготовлен доктор медицинских наук.

## Награды
Награждена орденом Трудового Красного Знамени (1971), медалью «За доблестный труд», Почётными грамотами ВУЗа и Министерства здравоохранения РБ. Она удостоена высокого звания «Заслуженный деятель науки БАССР», «Заслуженный деятель науки РСФСР».